# メッツォロンバルド
メッツォロンバルド（イタリア語: Mezzolombardo）は、イタリア共和国トレンティーノ＝アルト・アディジェ州トレント自治県にある、人口約7,300人の基礎自治体（コムーネ）。
ワイン、テロルデゴ・ロタリアーノ(トレンティーノの一の赤ワイン)とグラッパの原産地である。

## 地理

### 位置・広がり
トレント自治県北部、ロタリアーナ平野(Piana Rotaliana)に位置するコムーネ。県都トレントから北へ16km、州都ボルツァーノから南南西へ37kmの距離にある。

#### 隣接コムーネ
隣接するコムーネは以下の通り。
- ファーイ・デッラ・パガネッラ
- メッツォコローナ
- サン・ミケーレ・アッラーディジェ
- スポルマッジョーレ
- テッレ・ダーディジェ (ナーヴェ・サン・ロッコ、ザンバーナ)
- トン

## 行政

### Comunita di valle
トレント自治県が設置した広域行政組織 Comunita di valle 「ロタリアーナ＝ケーニヒスベルク」 (it:Comunita Rotaliana-Konigsberg)  （事務所所在地: メッツォコローナ）に属する。

## 住民

### 言語
| 少数言語話者の割合（2011年） | 少数言語話者の割合（2011年） | 少数言語話者の割合（2011年） | 少数言語話者の割合（2011年） | 少数言語話者の割合（2011年） |
| ---------------------------- | ---------------------------- | ---------------------------- | ---------------------------- | ---------------------------- |
|                              |                              |                              |                              |                              |
| ラディン語                   | ラディン語                   |                              | 1.0%                         | 1.0%                         |
| モケーニ語                   | モケーニ語                   |                              | 0.0%                         | 0.0%                         |
| チンブロ語                   | チンブロ語                   |                              | 0.0%                         | 0.0%                         |

2011年10月9日に行われた国勢調査によれば、住民6849人中66人（1.0%）がラディン語話者であった。